# Sabaria pulchra
Sabaria pulchra är en fjärilsart som beskrevs av Alfred Ernest Wileman 1914. Sabaria pulchra ingår i släktet Sabaria och familjen mätare. Inga underarter finns listade.